# Die Dame aus Moskau
Die Dame aus Moskau ist ein US-amerikanisches Stummfilmmelodram aus dem Jahre 1928 von Ludwig Berger mit Pola Negri in der Titelrolle. Die Geschichte fußt aus dem Bühnenstück Fédora (1882) von Victorien Sardou.

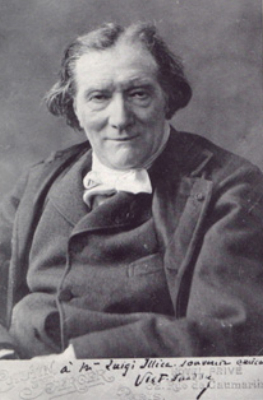
Vorlageautor Victorien Sardou

## Handlung
Als Wladimir Stroganoff, der Verlobte der Fürstin Fedora, ermordet in einem derzeit unbewohnten Sommerhaus auf dem Anwesen seines Vaters aufgefunden wird, macht sich Fedora auf die Suche nach Loris Ipanoff, einem Nihilisten, den sie verdächtigt, Wladimir umgebracht zu haben. Die Dame aus Moskau trifft Loris an und verliebt sich in ihn, ohne zu wissen, wer er ist. Als sie seine wahre Identität herausfindet und ihn näher kennen lernt, ist Fedora davon überzeugt, dass er mit dem Mord nichts zu tun hat. Zu ihrer Überraschung gesteht dieser ihr jedoch, Wladimirs Leben auf dem Gewissen zu haben, woraufhin Fedora zu General Stroganoff, Wladimirs Vater, geht und ihm verrät, wer den Filius getötet hat. 
Dann aber erfährt Fedora, dass Loris Wladimir, der sich zuvor an Loris’ Schwester vergangen hatte, in Notwehr umbrachte. Nun aber sind bereits im Auftrag von General Stroganoff gedungene Mörder hinter Loris her, und die Dame aus Moskau versucht, ihn vor den Killern zu beschützen. Loris Familie wird nach Sibirien deportiert, und sein Bruder wird erschlagen, als er sich der Verhaftung zu widersetzen versucht. Voll unbändigem Zorn wendet sich nun Loris gegen Fedora, woraufhin diese ihr Leben mit Gift beenden will. Loris, der ein Einsehen hat, dass er Fedora zu stark verurteilt  hat, kehrt reuevoll zu ihr zurück. Er nimmt sie in seine Arme, als sie ihr Leben aushaucht.

## Produktionsnotizen
Die Dame aus Moskau entstand ab dem 14. April 1928 in Hollywood und wurde am 3. November desselben Jahres in New York uraufgeführt. In Deutschland konnte man den Film im Herbst des darauf folgenden Jahres (vermutlich Ende September 1929) in Augenschein nehmen.
An der Herstellungsleitung beteiligten sich Jesse L. Lasky und Adolph Zukor und B. P. Schulberg.

## Wissenswertes
Dieselbe Geschichte war bereits im Winter 1925/26 in Deutschland als Fedora mit Lee Parry in der Titelrolle verfilmt worden.

## Kritik
Mordaunt Hall schrieb in der New York Times: „Ludwig Berger beweist erneut eloquent, dass er in der Lage ist, eine Geschichte im Schatten zu erzählen. Dieser aktuelle Beitrag ist fesselnd, ein Film mit einem reichen Fundus an Phantasie. (…) Es gibt ein paar Schwachstellen in dieser Produktion … aber die ausgezeichneten Ideen in diesem Film gleichen diese Mängel aus. Herr Berger glaubt an Einstellungen, die echt aussehen. Seine Türen ähneln echten Türen mit Messinggriffen und Schlössern, nicht den üblichen dünnen Holzdingern, die aussehen, als ob man mit einem Finger durch sie pieksen könnte.“